# Testa di Garitta Nuova
La Testa di Garitta Nuova (2.385 m s.l.m.) o Gardiola Lunga è una montagna delle Alpi del Monviso nelle Alpi Cozie. Si trova in provincia di Cuneo (Piemonte).

## Toponimo
Prende il nome dal fatto che prima del Trattato di Utrecht il confine tra la Francia ed il Ducato di Savoia passava nei pressi della montagna e sulla vetta erano presenti postazioni militari.

## Geografia
La montagna è collocata sullo spartiacque tra la Valle Po e la Valle Varaita. Dal versante verso la valle Po domina l'abitato di Paesana; nel versante della valle Varaita la montagna è collocata tra Frassino e Sampeyre.
Sulla vetta è presente un alto cippo. Una croce vi è collocata in posizione un po' più bassa per poter essere visibile da Paesana.
Dalla vetta è ampio il panorama sulla pianura e sul vicino Monviso.

## Salita alla vetta
Si può salire sulla vetta partendo dagli impianti sciistici di Pian Munè, raggiungibili da Paesana. In alternativa dalla valle Varaita si può partire dalla Borgata Danna, frazione di Sampeyre, oppure da Becetto partendo da Borgata Ruà.